# Hrvatski Nogometni Klub Hajduk Split 2011-2012
Questa voce raccoglie le informazioni riguardanti l'Hrvatski Nogometni Klub Hajduk Split nelle competizioni ufficiali della stagione 2011-2012.

## Rosa
| N. |                    | Ruolo | Calciatore          |
| -- | ------------------ | ----- | ------------------- |
| 1  | Croazia (bandiera) | P     | Goran Blažević      |
| 2  | Croazia (bandiera) | C     | Josip Radošević     |
| 3  | Croazia (bandiera) | C     | Frane Vladislavić   |
| 4  | Croazia (bandiera) | D     | Antonio Milić       |
| 5  | Croazia (bandiera) | D     | Goran Milović       |
| 6  | Croazia (bandiera) | D     | Špiro Peričić       |
| 7  | Croazia (bandiera) | C     | Filip Ozobić        |
| 9  | Croazia (bandiera) | A     | Ahmad Sharbini      |
| 11 | Croazia (bandiera) | C     | Srđan Andrić        |
| 12 | Croazia (bandiera) | P     | Ivan Banić          |
| 13 | Croazia (bandiera) | A     | Ante Vukušić        |
| 14 | Croazia (bandiera) | C     | Marin Tomasov       |
| 15 | Croazia (bandiera) | A     | Ivan Lendrić        |
| 16 | Croazia (bandiera) | C     | Ivo-Valentino Tomaš |
| 17 | Croazia (bandiera) | D     | Tonći Kukoč         |
| 18 | Croazia (bandiera) | C     | Mijo Caktaš         |

| N. |                       | Ruolo | Calciatore          |
| -- | --------------------- | ----- | ------------------- |
| 20 | Croazia (bandiera)    | D     | Goran Jozinović     |
| 21 | Croazia (bandiera)    | C     | Jure Obšivač        |
| 22 | Croazia (bandiera)    | D     | Mario Maloča        |
| 23 | Croazia (bandiera)    | D     | Mato Neretljak      |
| 24 | Montenegro (bandiera) | A     | Ivan Vuković        |
| 25 | Croazia (bandiera)    | P     | Dante Stipica       |
| 26 | Croazia (bandiera)    | A     | Mario Jelavić       |
| 27 | Croazia (bandiera)    | C     | Franko Andrijašević |
| 28 | Portogallo (bandiera) | D     | Rúben Lima          |
| 29 | Croazia (bandiera)    | D     | Marko Barišić       |
| 30 | Croazia (bandiera)    | A     | Tomislav Kiš        |
| 33 | Brasile (bandiera)    | D     | James Dens          |
| 77 | Croazia (bandiera)    | C     | Drago Gabrić        |
| 90 | Croazia (bandiera)    | A     | Ivan Jakov Džoni    |
| 99 | Croazia (bandiera)    | C     | Anas Sharbini       |

## Risultati

### Prva HNL
| Arbitro: | Zlatko Šimčić (Koprivnica) |

|                        |           |        |
| Vukušić 3’ Tomasov 86’ | Marcatori | 8’ Vuk |

| Arbitro: | Igor Pristovnik (Zagabria) |

|             |           |  |
| Santini 51’ | Marcatori |  |

| Arbitro: | Andrej Burilo (Osijek) |

|                        |           |              |
| Vukušić 26’ Andrić 78’ | Marcatori | 82’ Švrljuga |

| Arbitro: | Domagoj Vučkov (Fiume) |

|  |           |                                   |
|  | Marcatori | 16’ Tomasov 59’, 71’ Ah. Sharbini |

| Arbitro: | Damir Batinić (Osijek) |

|                                            |           |  |
| Tomasov 1’ Ah. Sharbini 30’, 52’ Kukoč 59’ | Marcatori |  |

| Arbitro: | Bruno Marić (Daruvar) |

|               |           |            |
| Obilinović 4’ | Marcatori | 2’ Tomasov |

| Arbitro: | Ivan Bebek (Fiume) |

|            |           |              |
| Andrić 44’ | Marcatori | 45+5’ Ibáñez |

| Arbitro: | Marijo Strahonja (Zagabria) |

|  |           |                                     |
|  | Marcatori | 24’ Kukoč 90+3’ (rig.) An. Sharbini |

| Arbitro: | Ante Vučemilović-Šimunović (Osijek) |

|                                                      |           |            |
| Tomasov 29’ An. Sharbini 63’ Vukušić 88’ Lendrić 76’ | Marcatori | 9’ Glavica |

| Arbitro: | Ivan Bebek (Fiume) |

|                |           |                  |
| Stambolija 54’ | Marcatori | 15’ An. Sharbini |

| Arbitro: | Ivo Krečak (Sebenico) |

|                              |           |                |
| Vukušić 10’, 39’ Tomasov 61’ | Marcatori | 31’ Ljubojević |

| Arbitro: | Domagoj Ljubičić (Osijek) |

|  |           |                                  |
|  | Marcatori | 5’ Tomasov 60’ Inoha 77’ Vukušić |

| Arbitro: | Damir Batinić (Osijek) |

|            |           |                        |
| Maloča 38’ | Marcatori | 3’ Abilaliaj 26’ Oršić |

| Arbitro: | Danijel Trampus (Osijek) |

|                                    |           |  |
| Vuković 2’ Luštica 19’ Tomasov 40’ | Marcatori |  |

| Arbitro: | Domagoj Ljubičić (Osijek) |

|                   |           |  |
| Poljak 41’ (rig.) | Marcatori |  |

| Arbitro: | Vlado Svilokos (Sisak) |

|              |           |                 |
| Živković 61’ | Marcatori | 5’, 45’ Lendrić |

| Arbitro: | Ivo Krečak (Sebenico) |

|                  |           |  |
| An. Sharbini 74’ | Marcatori |  |

| Arbitro: | Vlado Svilokos (Sisak) |

|             |           |             |
| Vukušić 89’ | Marcatori | 53’ Križman |

| Arbitro: | Zlatko Šimčić (Koprivnica) |

|                             |           |                                              |
| Abdurahimi 40’ Šovšić 90+1’ | Marcatori | 19’, 43’ An. Sharbini 44’ Gabrić 63’ Vukušić |

| Spalato 10 marzo 2012, ore 18:00 CET (UTC+1) 21ª giornata | Hajduk Spalato          | 0 – 0 referto | RNK Spalato | Stadio municipale di Poljud (12 000 spett.)\| Arbitro: \| Goran Gabrilo (Spalato) \| |
| Arbitro:                                                  | Goran Gabrilo (Spalato) |               |             |                                                                                      |

| Arbitro: | Ivan Bebek (Fiume) |

|                            |           |             |
| Krstanović 80’, 82’ (rig.) | Marcatori | 14’ Vukušić |

| Arbitro: | Dalibor Mlakar (Zagabria) |

|  |           |                             |
|  | Marcatori | 16’, 79’ Vukušić 60’ Caktaš |

| Arbitro: | Mario Zebec (Cestica) |

|            |           |  |
| Caktaš 36’ | Marcatori |  |

| Arbitro: | Domagoj Vučkov (Fiume) |

|              |           |             |
| Brezovec 81’ | Marcatori | 58’ Lendrić |

| Arbitro: | Ivo Krečak (Sebenico) |

|                    |           |  |
| Vukušić 57’ (rig.) | Marcatori |  |

| Arbitro: | Domagoj Vučkov (Fiume) |

|                         |           |               |
| Perošević 26’ Šorša 52’ | Marcatori | 43’ Neretljak |

| Arbitro: | Damir Batinić (Osijek) |

|               |           |                      |
| Vuković 45+1’ | Marcatori | 40’ Sarić 48’ Petrak |

| Arbitro: | Dalibor Mlakar (Zagabria) |

|           |           |  |
| Oršić 22’ | Marcatori |  |

| Varaždin 5 maggio 2012 29ª giornata | Varaždin | 0 – 3 In seguito all'esclusione del Varaždin dal campionato, fu assegnata la vittoria a tavolino per forfait all'Hajduk | Hajduk Spalato | Stadio Varteks |

| Arbitro: | Damir Batinić (Osijek) |

|  |           |              |
|  | Marcatori | 13’ Kramarić |

Fonte: HRnogomet.com

### Coppa di Croazia
| Arbitro: | Mario Novak (Osijek) |

|                 |           |                                                          |
| Alić 56’ (rig.) | Marcatori | 28’, 80’ Lendrić 37’ Sarić 72’ (rig.) Vuković 78’ Andrić |

| Arbitro: | Igor Križarić (Čakovec) |

|                           |           |                            |
| Vukušić 4’, 57’ Sarić 19’ | Marcatori | 69’ Ivičić 90+1’ Štefančić |

| Arbitro: | Damir Batinić (Osijek) |

|             |           |  |
| Vukušić 62’ | Marcatori |  |

| Arbitro: | Domagoj Vučkov (Fiume) |

|                                          |                      |                                            |
| Dedić 87’                                | Marcatori            |                                            |
| Oršulić Jurendić Štiglec Šovšić Pavlović | Tiri di rigore 5 – 4 | Vukušić Andrić Ah. Sharbini Maloča Subašić |

Fonte: HRnogomet.com

### Europa League

#### Terzo turno preliminare
| Arbitro: | Babak Rafati |

|            |           |  |
| Walters 3’ | Marcatori |  |

| Arbitro: | Andrea De Marco |

|  |           |                        |
|  | Marcatori | 90+1’ (aut.) Miličević |

Fonte: uefa.com